# 郭承汾
郭承汾（？—1649年），字懋袞，號賢水，福建泉州府晋江縣人，明朝末科進士，官至浙江道監察御史。

## 生平
崇禎十五年（1642年），郭承汾中舉人。十六年（1643年）聯捷癸未科進士。授淮安府推官。蒞任僅八個月，即以才能徵召為浙江道監察御史。
弘光元年（順治二年，1645年），清軍攻破南京，弘光朝滅亡。郭承汾隨唐王朱聿鍵逃往福建。唐王即位，改元隆武，郭承汾仍任御史，巡按貴州。
次年春，張獻忠部由四川攻貴州，郭承汾會同定番侯皮熊、總制范爌，盡力剿撫、經營。不久，清兵入閩，隆武帝被俘。郭承汾在貴州等候消息，皮熊、范爌請其留任。於是得命，晉太僕寺卿，兼僉都御史，巡撫黔南。
永曆三年（順治六年，1649年）十一月，張獻忠餘部孫可望派兵劫持郭承汾及皮熊至酉陽境內，欲勸其投降。郭承汾毫無懼色，怒斥孫可望“以朱溫之事，行莽、操之奸”。孫可望大怒，將其拘謹於民宅。郭承汾絕食十幾日而死。移屍東郊，多日無人敢於收殮。經歷月餘，顏色如舊。有總兵徐盡忠一直對郭承汾友善，暗地令家僮在夜間將承汾埋葬，并悉心標記。
康熙九年（1671年），陳寶鑰分藩貴州，尋訪郭承汾遺跡，方找到徐盡忠子及家童，收集郭承汾骸骨，遷回家鄉安葬。郭承汾家貧無子，族人以其姪郭紹徽過繼為嗣。